# Волково (Ірбітський міський округ)
Во́лково (рос. Волково) — село у складі Ірбітського міського округу Свердловської області.
Населення — 259 осіб (2010, 283 у 2002).
Національний склад населення станом на 2002 рік: росіяни — 96 %.